# Trimmatom
Trimmatom là một chi của Họ Cá bống trắng.

## Các loài
Chi này hiện hành có các loài sau đây được ghi nhận:
- Trimmatom eviotops (L. P. Schultz, 1943) (Red-barred rubble goby)
- Trimmatom macropodus R. Winterbottom, 1989 (Bigfoot dwarfgoby)
- Trimmatom nanus R. Winterbottom & Emery, 1981 (Midget dwarfgoby)
- Trimmatom offucius R. Winterbottom & Emery, 1981
- Trimmatom pharus R. Winterbottom, 2001 (Lifehouse dwarfgoby)
- Trimmatom sagma R. Winterbottom, 1989 (Saddled dwarfgoby)
- Trimmatom zapotes R. Winterbottom, 1989